# Martin Koeman
Martinus Cornelis Koeman (* 26. Juli 1938 in Purmerend; † 18. Dezember 2013 in Leeuwarden) war ein niederländischer Fußballspieler. Er spielte für Blauw-Wit Amsterdam, GVAV und FC Groningen in der Eredivisie und wurde 1964 einmal in der Nationalmannschaft eingesetzt. Martin Koeman war der Vater der ehemaligen niederländischen Nationalspieler und jetzigen Fußballtrainer Erwin und Ronald Koeman. Er starb im Dezember 2013 im Alter von 75 Jahren an den Folgen eines Kreislaufstillstands.

## Vereinskarriere
Koeman begann seine Laufbahn als Jugendlicher beim Amateurverein VV Purmersteijn. 1957 wechselte er zum Kooger FC in die Tweede Divisie, drei Jahre später holte ihn Blauw-Wit nach Amsterdam. Mit dem Vorgängerverein des FC Amsterdam stieg er 1961 in die Eredivisie auf. Nach zwei Jahren in Blauweiß ging er zur GVAV, für die er bis 1970 in 220 Partien (23 Tore) in der höchsten Spielklasse aktiv war. Nach dem schnellen Aufstieg 1971 (30 Partien ohne Torerfolg für Koeman in die Eerste Divisie) wurde aus der GVAV die Profiabteilung ausgelagert und der FC Groningen gegründet. Für GVAV spielte er auch 21 Pokalspiele (2 Tore) und 9 Spiele im UEFA Intertoto Cup. Koeman spielte bis Ende der Saison 1973/74 52-mal für FC Groningen in der höchsten Spielklasse, dazu kamen zwei Pokalspiele (1 Tor). Eigentlich war er Angriffsspieler, wurde aber vor allem im Mittelfeld eingesetzt. Nebenher ging er tagsüber einer geregelten Arbeit in einer Groninger Fleischerei nach. Nach dem erneuten Groninger Abstieg im Sommer 1974 ließ er mit einer Spielzeit beim damaligen Zweitligisten VV Heerenveen seine aktive Laufbahn ausklingen. In den 2 Pokalspielen kam er nicht zum Toreschießen, in den 37 Ligaspielen aber einmal. Anschließend kehrte er zum FCG zurück, wo er im Laufe der nächsten Jahre als Trainer, vor allem in der Jugendarbeit, sowie als technischer Direktor und bis kurz vor seinem Tod im Scoutingbereich tätig war. 2011 wurde im Groninger Stadion Euroborg eine Tribüne nach Martin, Erwin und Ronald Koeman-Tribüne benannt.

## Nationalmannschaft
Bondscoach Elek Schwartz berief den Groninger 1963 in den Kreis der Oranje Elftal. Doch sechsmal saß Koeman nur auf der Bank, ehe er zu seinem ersten Einsatz kam. Am 12. April 1964 im Amsterdamer Olympiastadion kam er in der 73. Minute für Feijenoord-Spieler Piet Kruiver auf den Platz. Mehr als diese 18 Minuten gegen Österreich – neben seinem Groninger Mannschaftskameraden Klaas Nuninga – sollten es in Oranje nicht werden – was nach Koemans Ansicht zum einen daran lag, dass er in Groningen und nicht bei einem der großen Vereine in den Niederlanden spielte, zum anderen daran, dass er an Spielern wie Bennie Muller und Reinier Kreijermaat nicht vorbeikam. Dennoch war er froh darüber, dass er seine Erfahrungen als Nationalspieler an seine Söhne weitergeben konnte.